# تاوه قطبی
گردباد قطبی یا تاوهٔ قطبی (انگلیسی: Polar vortex) بسته‌ای بسیار بزرگ از هوای خیلی سرد است که در طول زمستان بر منطقه قطبی سوار است. دو نوع گردباد قطبی در سیاره زمین وجود دارد، یکی در اطراف قطب شمال، و دیگری در اطراف قطب جنوب. قطب جنوب سیاره کیوان (زحل) تنها جای منظومه خورشیدی ماست که در آن یک گردباد قطبی گرم روی می‌دهد.
تاوهٔ قطبی گردش چرخندی با مقیاس سیاره‌ای، معمولاً متمرکز در منطقهٔ قطبی، است که در گستره‌ای از وَردسپهر (تروپوسفر) میانی تا پوشَن‌سپهر (استراتوسفر) قرار می‌گیرد.

## نام‌های دیگر
برای گردباد قطبی این نام‌ها نیز در متون به‌کار رفته است: چرخ پیراقطبی (circumpolar whirl)، تاوهٔ پیراقطبی (circumpolar vortex)، چرخند قطبی (polar cyclone)، و کم‌فشار قطبی (polar low).